# Thomas Frognall Dibdin
Thomas Frognall Dibdin, född 1776 i Calcutta, död 18 november 1847 i Kensington, var en brittisk bibliografisk författare. Han var brorson till Charles Dibdin.
Dibdin blev 1805 kyrkoherde i Kensington, från 1824 i St Mary's, Bryanston Square, London. Bland Dibdins många lärdomshistoriska och bibliografiska arbeten märks Bibliomania (1809) och Reminiscenses of a Literary Life (1816). Dibdin var en av grundarna av bibliofilsammanslutningen Roxburghe Club (1812).